# Megalestes kurahashii
Megalestes kurahashii là loài chuồn chuồn trong họ Synlestidae. Loài này được Asahina mô tả khoa học đầu tiên năm 1985.